# Entail
L’entail, ou fee tail, est un ancien terme juridique anglais, qui désigne une propriété reçue en héritage, consistant en biens immobiliers, et qui ne peut être ni vendue, ni transmise par héritage ni aliénée par son propriétaire de quelque façon que ce soit, mais qui est juridiquement transmise aux héritiers du propriétaire « répondant à certains critères », après la mort de celui-ci.
L'entail et les législations similaires — telles que le Familienfideikommiss allemand et autrichien — ont été progressivement abolis dans la plupart des pays.  
En France, c'est le système de la substitution héréditaire qui correspondait à l’entail anglais, avant d'être interdit par le code Napoléon. 

## Description
Le terme de fee tail vient du latin foedum talliatum, qui signifie à peu près « propriété transmise par héritage direct ».
Le but de l’entail était de conserver les biens de la famille intacts dans la ligne de succession principale. L'héritier d'une propriété frappée d’entail ne pouvait pas la vendre, ni la transmettre par héritage à un enfant illégitime, par exemple. Des personnes riches en domaines non cessibles, de la fin du XVIIe au début du XIXe siècle, ne pouvaient les vendre alors qu'elles étaient lourdement endettées.
Un exemple de l'usage de l’entail à la fin du XVIIIe ou au début du XIXe siècle apparaît dans le roman Pride and Prejudice (Orgueil et préjugés) de la romancière anglaise Jane Austen : les cinq filles de Mr Bennet n'ont en effet aucun droit à hériter de la propriété de leur père, car celle-ci lui a été transmise sous le régime de l'entail. La propriété reviendra donc après sa mort à un lointain cousin, qui aura dès lors le droit d'expulser la veuve et les cinq filles.
De même, dans un autre roman de Jane Austen, Persuasion, Mr Elliot est l'héritier de Sir Walter Elliot, alors qu'il n'en est que le neveu, car Sir Walter n'a pas de fils (il est mort-né), seulement trois filles.

## Types d’entail
Traditionnellement, un entail était créé par un acte juridique qui stipulait : « À Untel et à ses héritiers ». Mais la particularité du système de l’entail était que les héritiers dits in tail devaient être les enfants engendrés par le propriétaire du domaine. 
Il existait plusieurs possibilité d'héritiers in tail, qui pouvaient être :
- les héritiers fee tail male (mâles), où seuls les garçons pouvaient hériter ;
- les héritiers fee tail female (femelles), où seules les filles pouvaient hériter ;
- voire les héritiers fee tail special, où héritaient les seuls héritiers répondant à certains critères particuliers, qui excluaient alors les autres. Ces restrictions s'appelaient entailments.

## L’entaildans le monde
En Angleterre
L’entail existait en Angleterre en vertu du Statut de Westminster (Statute of Westminster II), voté en 1285, et connu de façon plus officielle sous son nom latin de De Donis Conditionalibus (« En ce qui concerne les dons conditionnels »). Il n'a été aboli qu'en 1925, par le Law of Property Act.
En Écosse
L'Écosse a supprimé toute forme d’entail à la suite de l'Abolition of Feudal Tenure etc. (Scotland) Act du 9 juin 2000.
Aux États-Unis
L’entail n'y existe plus aujourd'hui (en 2009) que dans quatre États : Le Massachusetts, le Maine, le Delaware et le Rhode Island.
En France
En droit civil français, la substitution héréditaire est la disposition par laquelle on appelle à sa succession un ou plusieurs héritiers successivement, après celui qu’on a institué, de telle manière que celui-ci ne peut aliéner les biens sujets à la substitution. C'est donc l'équivalent de l’entail anglais. 
Lors de la Révolution et de l'Empire, la « substitution héréditaire » a été jugée contraire à l'égalité civile et à la libre circulation des biens et interdite en France. Le Code Napoléon de 1804 en prévoyait l'interdiction dans son article 896, le majorat (institué en mars 1808) constituant cependant une dérogation pour permettre la transmission des titres de noblesse d'Empire. 
Dans le reste du monde
Des dispositions juridiques analogues à l’entail ont existé en Europe, en particulier en Espagne et dans certains pays de l'Europe du nord, tels que la Prusse, où le système fut utilisé par les Junkers. En Allemagne et en Autriche, le Familienfideikommiss ne fut aboli qu'en 1938. En Scandinavie, il demeure quelques cas depuis une loi de 1919 de fideicommis, dit en scandinave Fideikommiss.

## Dans la littérature
Un certain nombre de romans font appel à la pratique de l’entail. On peut citer :
- Middlemarch de George Eliot ;
- Orgueil et Préjugés de Jane Austen, déjà présenté plus haut ;
- Persuasion, autre roman de Jane Austen également mentionné ;
- L'École du Prieuré de Arthur Conan Doyle ;
- The Master of Ballantrae de Robert Louis Stevenson.

## À la télévision
Dans la série britannique Downton Abbey, diffusée à partir de 2010 sur ITV1, l'entail est un des ressorts dramatiques : Robert Crawley, comte de Grantham, a trois filles ; l'héritier putatif est son cousin germain, dont il est convenu que le fils épousera Lady Mary, sa fille aînée. Or il périt dans le naufrage du Titanic et le nouvel héritier, l'avocat Matthew Crawley, un cousin éloigné, n'a pas été éduqué comme un aristocrate.